# 里普基
里普基（烏克蘭語：Ріпки），亦译为列普基，是烏克蘭北部切爾尼戈夫州切爾尼戈夫區里普基市镇内的市級鎮及其行政中心。曾是原里普基區的区府。面積7.33平方公里，2025年人口：约5000人，人口密度每平方公里1,017.46人。